# Sky Dream Fukuoka
A Sky Dream Fukuoka egy óriáskerék Kjúsú (Japán) városának legnagyobb bevásárlóközpontja, az Evergreen Marinoa tetején.
A 2002-ben megnyitott óriáskerék átmérője 112 méter, magassága 120 méter, légkondicionált kapszulái 20 perces menetidővel forognak.
A Sky Dream Fukuoka Japán legmagasabb óriáskereke, azonban működése 2009 szeptembere óta szünetel, így Japán legmagasabb üzemelő óriáskereke a 117 méter magas Daija to Hana.

## Galéria

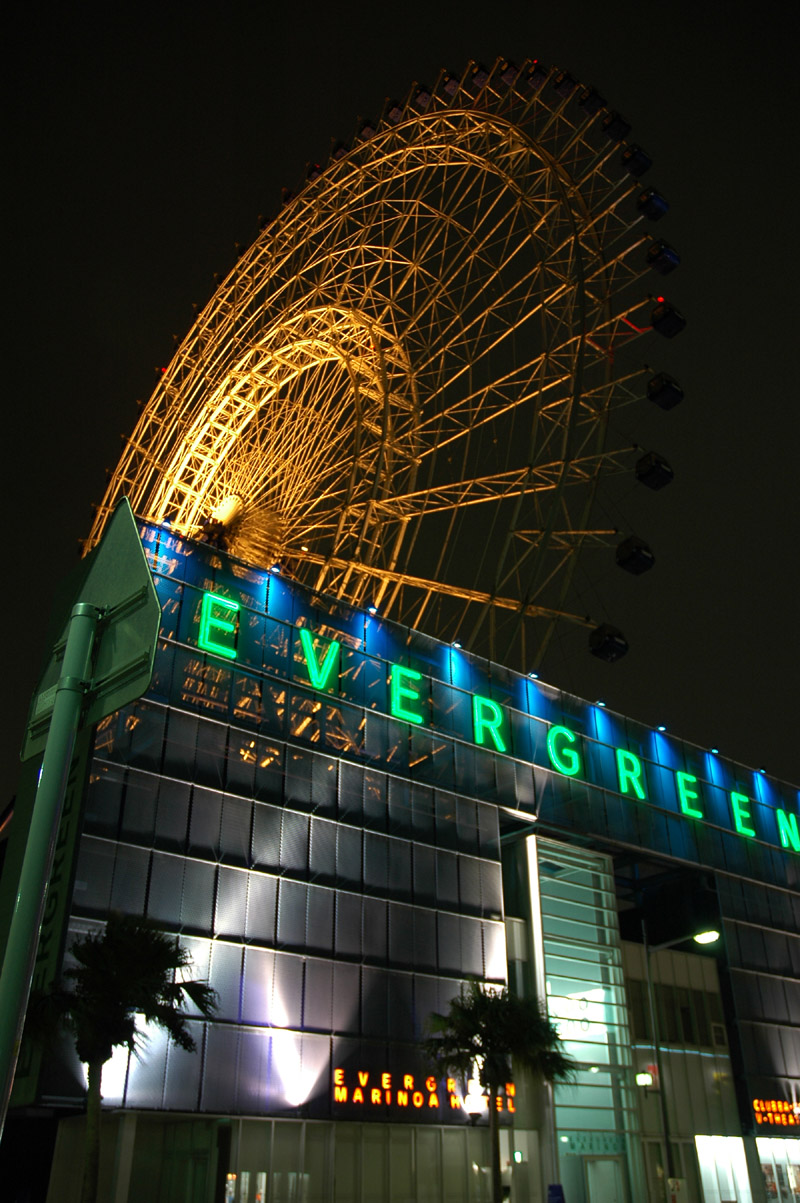
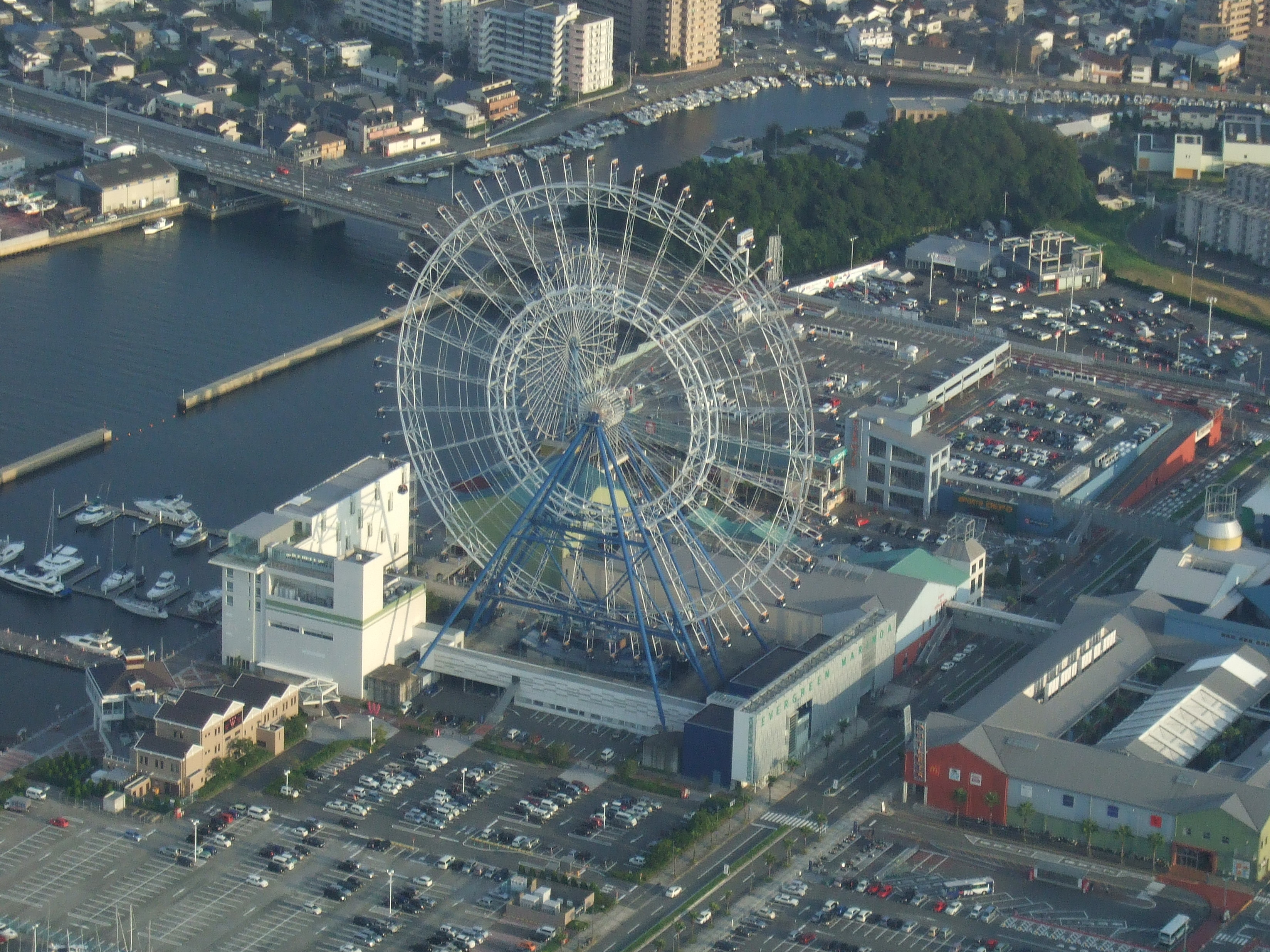